# Roger de Valerio
Roger de Valerio (werkelijke naam Roger Laviron) (Rijsel, 1886 – Parijs, 1951) was een Franse illustrator, ontwerper en kunstschilder die vooral bekend is door zijn affiches en bladmuziekomslagen.
Roger de Valerio studeerde architectuur aan de École des Beaux-Arts in Parijs. Van 1911 tot 1914 werkte hij als artistiek directeur bij de krant Le Matin. Van 1917 tot 1924 was hij werkzaam voor de muziekuitgever Salabert, waarvoor hij meer dan 2000 bladmuziekomslagen produceerde. In 1926 was hij artistiek adviseur van Devambez voor wie hij een aantal prachtige full-colourposters produceerde en in 1932 werd hij hoofd van de krant Le Rire. Van 1936 tot 1940 was hij adjunct-directeur van éditions Perceval. In 1933 doceerde hij aan de technische school voor reclame. 
In 1940 besloot hij met pensioen te gaan op Belle-Île-en-Mer om zich te wijden aan het schilderen (meestal naakten en bloemen), en boekillustraties. 19 etsen maakte hij voor Le Surmâle d' Alfred Jarry. In 1951 illustreerde hij Le Lion et la Poule van Sacha Guitry in de editie van Raoul Solar (gravure door Andre Jadoux). 
In het tijdschrift Living Art, oktober 1926, zei hij: “De eerste kwaliteit van een poster is te zien en te lezen. (...) Alle middelen zijn goed, het doel heiligt de middelen.”
Roger de Valerio werkte als posterontwerper in de art-deco-stijl voor verschillende grote bedrijven, waaronder Citroën, Chrysler en Air France. 